# Lentiba
Lentiba (madžarsko Lenti, nemško Nempthy, hrvaško Lenti) je mesto v županiji Zala,  na Madžarskem, v bližini meje s Slovenijo, Avstrijo in Hrvaško.

## Zemljepisni položaj
Mesto se nahaja v skrajnem zahodnem delu Madžarske, v bližini meje med Madžarsko in Slovenijo. Od Budimpešte je oddaljeno 190 km. Mesto je na skrajnem zahodnem delu Panonske nižine, v hribovitem področju, ki se proti zahodu dviga proti Goričkem v Prekmurju (Slovenija). Nadmorska višina mesta je 170 m.

## Zgodovina
Lentiba je prvič omenjena v dokumentih leta 1237, kot Nempthy, od leta 1381 je imela status trga. V tem času je bila Lentiba znana po graščini, ki so jo Turki večkrat obsedali, a jim je nikoli ni uspelo osvojiti.
Po koncu avstrijsko-turških vojn je Lentiba postala fevd družine Esterhazy. Zaradi osipanja prebivalstva, je Lentiba leta 1768 izgubila status mesta.
Lentiba se je leta 1965 združila s sosednjim naseljem Mumort, pozneje (1977) tudi z Lentiszombathelyjem, tako, da je leta 1978 ponovno pridobila status mesta.

## Prebivalstvo
Po štetju leta 2010 je mesto štelo 8.143 prebivalcev.

## Znani prebivalci
- József Sári (1935-), skladatelj
- László Lackner (1943-), pisatelj
- Dora Seres (1980-), flavtistka
- Imre Pentek, (1942-), pesnik, literarni urednik
- Bela Tantalics, pisatelj

## Mednarodne povezave
Lentiba ima uradne povezave (pobratena/sestrska mesta ali mesta-dvojčki) z naslednjimi kraji po svetu:
- Lendava, Slovenija
- Radgona, Avstrija
- Mursko Središče, Hrvaška